# Pechos eternos
Pechos eternos (乳房よ永遠なれ Chibusa yo eien nare?) es una película dramática japonesa de 1955 dirigida por Kinuyo Tanaka y escrita por Sumie Tanaka. La película está inspirada en la vida de Fumiko Nakajō, una poetisa waka que murió a los 31 años de un cáncer de mama.

## Sinopsis
Fumiko Shimojō es la esposa de un corredor de bolsa gruñón y resentido y la madre de sus dos hijos, Noboru and Aiko. Es poetisa, compone tanka y participa en un círculo literario junto a dos amigos de la infancia, Kuniko y su marido Takashi Hori. Fumiko está secretamente enamorada de Takashi. Este último la apoya en su creación poética pero sufre una enfermedad incurable. Después de sorprender a su marido con una amante, Fumiko solicita el divorcio y regresa a vivir con su madre y su hermano Yoshio, quien está planeando su próximo matrimonio con Seiko. El divorcio es al mismo tiempo un alivio y una decepción porque tiene que dejar que su hijo Noburo se vaya a vivir con su ex marido.

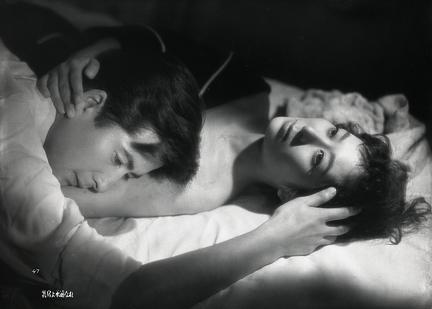
Ryōji Hayama y Yumeji Tsukioka en una escena del filme

Poco después de la muerte de Takashi Hori, Fumiko experimenta fuertes dolores en el pecho. Aquejada de cáncer de mama, es hospitalizada en Sapporo y tiene que someterse a una doble mastectomía. Mientras esta en la cama del hospital, recuperándose de la operación, se entera por el periódico que sus poemas han sido publicados en una revista de Tokio. Akira Ōtsuki, un crítico literario, viaja desde la capital para encontrarse con ella, pero ella se niega a verlo. Después de mucha insistencia, finalmente lo recibe e incluso tienen un breve romance que Fumiko describe como los días más felices de su vida. Pero su cáncer hizo metástasis y se extiende a sus pulmones, y muere en la cama del hospital rodeada de su familia.

## Reparto
- Yumeji Tsukioka como Fumiko Shimojō
- Ryoji Hayama como Akira Otsuki
- Junkichi Orimoto como Shigeru Anzai
- Hiroko Kawasaki como Tatsuko
- Shirō Osaka como Yoshio
- Ikuko Kimuro como Seiko
- Masayuki Mori como Takashi Hori
- Yōko Sugi como Kinuko, la esposa de Hori
- Chōko Iida como Hide
- Bokuzen Hidari como el marido de Hide
- Tōru Abe como Yamagami
- Fumie Kitahara como Kobayashi
- Kinuyo Tanaka como la esposa del vecino
- Yoshiko Tsubouchi como Shirakawa

## Producción

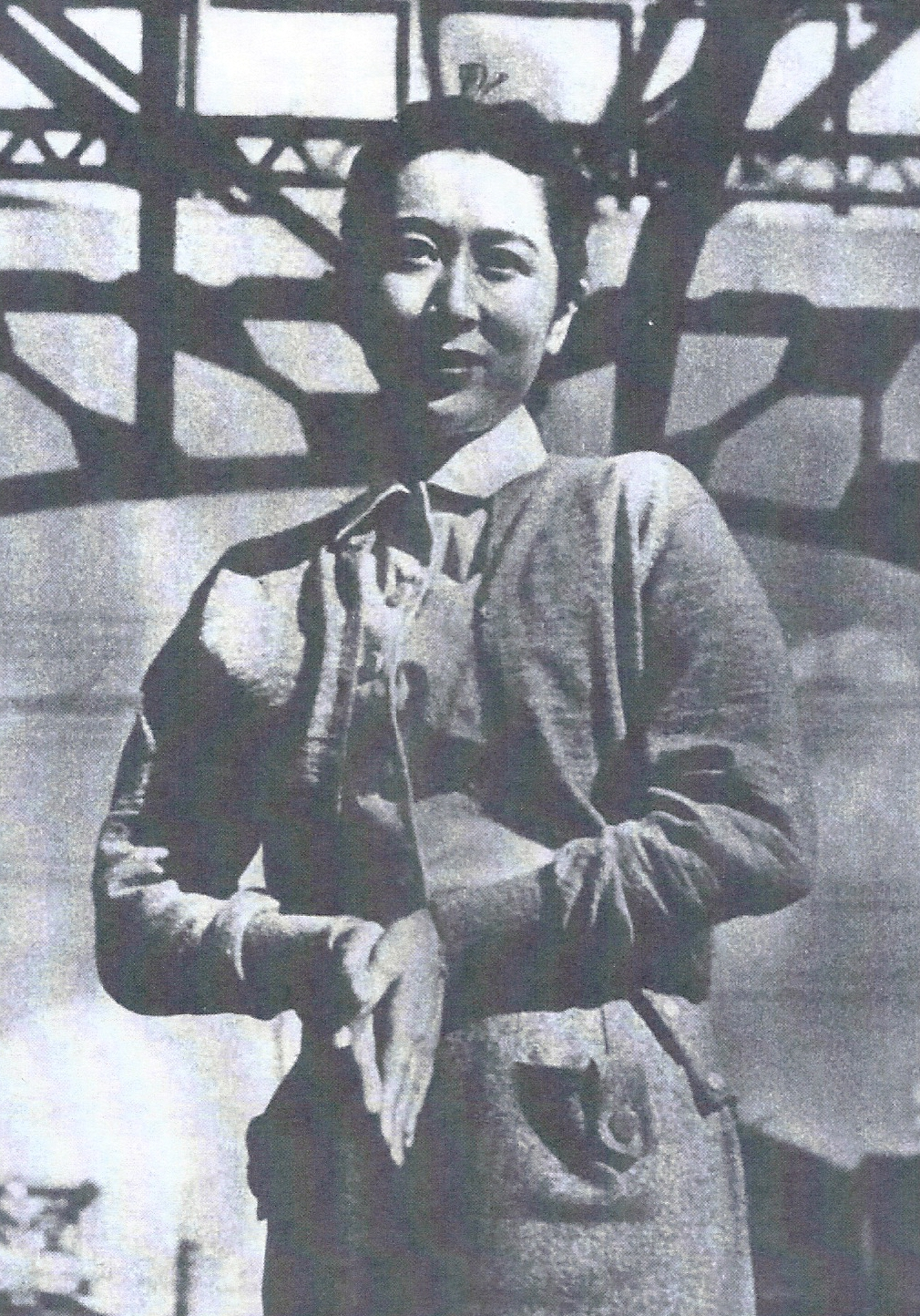
La actriz principal Yumeji Tsukioka durante el rodaje de la película

Filmada en gran parte en locaciones de Hokkaidō, el rodaje tuvo lugar un año después de la muerte de Nakajō.
La guionista de la película, Sumie Tanaka, es famosa por sus adaptaciones cinematográficas de retratos de mujeres rebeldes y de voluntad fuerte. En particular, escribió los guiones de tres películas dirigidas por Mikio Naruse: El almuerzo (1951), El relámpago (1952) y Crisantemos tardíos (1954).

## Recepción
Pechos eternos es unánimemente elogiada por su dirección, pero los estudiosos del cine difieren en su evaluación de los temas abordados. Mientras que Alejandra Armendáriz-Hernández la define como «una representación audaz de la sexualidad femenina [...], así como un poderoso ejemplo de la creatividad y la autoexpresión femenina», Alexander Jacoby ve el tema «feminista y progresista» de una mujer que elige voluntariamente su carrera en lugar del matrimonio oscurecido por la concentración de la película en su enfermedad, evitando así las implicaciones más controvertidas.
La película se ha proyectado repetidamente en festivales y museos de cine de Estados Unidos, Francia y Alemania. El British Film Institute la incluyó en su lista de 2020 de las mejores películas japonesas de cada año, desde 1925 hasta la actualidad.